# Саба Вазова
Саба Вазова (1834, Сопот Болгарія — 12 листопада 1912, Софія, Болгарія) — болгарська поетеса, письменниця, голова Жіночого товариства «Постоянство». Мати Івана Вазова, який вважається «патріархом болгарської літератури».

## Життєпис
Народилася в Сопоті (Болгарія) в 1834 в родині священника Нікола Аврамова. У 14 років її брат, Георгій, навчає її читати абетку. «Я незабаром почала перечитувати кожну болгарську книгу», — каже Саба Вазова у своїх спогадах.
Влітку 1849 вийшла заміж за Минчо Вазова в Калоферському монастирі. У них народилося 9 дітей: Іван Вазов, Нікола Вазов, Кирил Вазов, Ганна Вазова, Георгій Вазов, Михайло Вазов, Валка Вазова (Фетваджиєва), Володимир Вазов і Борис Вазов.
На святах збирає патріотичних болгар в батьківському будинку, серед інших — молодих жінок, родичів, друзів і читає їм «Памели оженена», «Сантипа Философа», «Александрията». Це були перші літературні читання в Сопоті.
Саба Вазова стежить за болгарським періодичним друком у місті, і просуває його на традиційних святкових урочистостях. Вона є ініціатором створення жіночого товариства «Постоянство», заснованого в 1870 в Сопоті, і стає його головою. Цінителька болгарської книги, що переживала відродження, Саба Вазова допомагала створити бібліотеку для жіночого товариства, пожертвувала книги та кошти. Від заснування жіночого товариства до спалення Сопота в 1877 сприяє розквіту училища для дівчат, а також викладанню для дівчат поза Сопотом. Вона є однією з ініціаторів відкриття недільної жіночої школи.
Після звільнення Болгарії з-під панування Османської імперії Саба Вазова написала книгу «Спомени» («Спогади») у 1891. Це перші поетичні твори. У книзі Сабба Вазова описала величезне горе потерпілих у драматичних подіях 1877 року, коли згорів її будинок разом із Сопотом, а також був убитий її чоловік Мінчо Вазов, її теща, бабуся Ганна померла в Араповському монастирі «Св. Неділі», а вона сама та її маленькі діти Борис і Владимир знайшли у ньому притулок.
Ще один відомий вірш Саби Вазової — «Песен» («Пісня»), присвячений розставанню зі своїм улюбленим сином Георгієм, який перебував у Російській імперії з 11 років.
Померла 12 листопада 1912 року в Софії.